# بني بونصر
بني بونصار  (بالإنجليزية: BNI BOUNSAR) هي جماعة قروية تابعة لإقليم الحسيمة ضمن جهة طنجة تطوان الحسيمة بالمغرب. بلغ مجموع عدد سكان بني بونصار  حسب إحصاءات 2004 حوالي 8112 نسمة من بينهم 1 أجبي يعيشون في 1123 أسرة.